# Тихие Вербы
Тихие Вербы (укр. Тихі Верби) — село в Городищенском районе Черкасской области Украины.
Население по переписи 2001 года составляло 42 человека. Почтовый индекс — 19521. Телефонный код — 4734.

## Местный совет
19521, Черкасская обл., Городищенский р-н, с. Журавка, ул. Ленина, 18